# Байеришер Плац (станция метро, линия U7)
«Байеришер Плац» (нем. Bayerischer Platz) — станция Берлинского метрополитена. Расположена на линии U7, между станциями «Айзенахер Штрассе» (нем. Eisenacher Straße) и «Берлинер Штрассе» (нем. Berliner Straße). Станция находится в берлинском районе Шёнеберг и имеет пересадку на одноимённую станцию линии U4.

## История
Станция открыта 29 января 1971 года в составе участка «Мёкернбрюке» — «Фербеллинер Плац».

## Архитектура и оформление

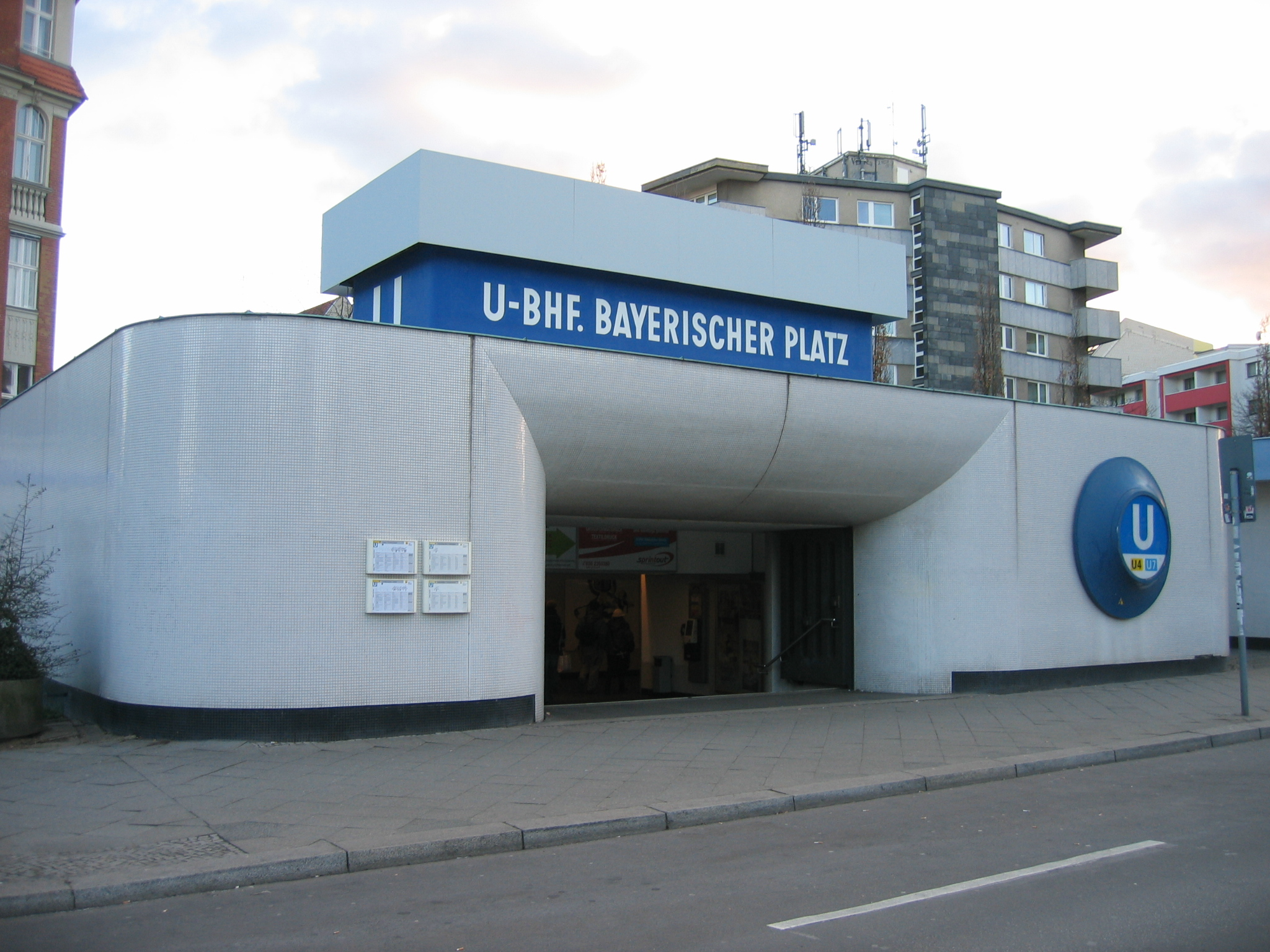
Вестибюль

Двухпролётная колонная станция мелкого заложения. Архитектор — Райнер Г. Рюммлер. Станция оформлена в цветах флага Баварии. Путевые стены облицованы синими панелями из этернита, колонны — белыми. Конструкция потолков отдаленно напоминает крышу заводского цеха. Поперёк к оси платформы в углублениях на потолке расположены красные трубы с лампами.